# Иван Иванов (общественик)
Вижте пояснителната страница за други личности с името Иван Иванов.
Иван Илиев е български общественик и стопански деец.
Роден е в с. Кавлак, Горнооряховско, на 20 януари 1923 г. Получава основно образование в родното си село. Умира в с. Кавлак на 20 декември 2005 г.
Изявен функционер е на Работническия младежки съюз в своя роден край. Той е представлявал тази младежка комунистическа организация и е отговарял за нейната работа в 27 села на Стражишкия край, поради което получава през 1942 г. доживотна присъда по тогавашния Закон за защита на Държавата, която излежава в Шуменския и Варненския затвори. На 9 септември 1944 е освободен.
През 1944 – 1945 г. за кратко време е кмет в родното си село. През 1946 – 1948 г. Иван Илиев е председател на Народно-потребителната кооперация в с. Кавлак. Поради силно нарушеното си зрение след 1948 г. се оттегля от активна обществена и политическа дейност.
През 1956 г. постъпва на работа като четкар в клона на ПП „Успех“, Габрово, на който става управител от 1957 и ръководи клона до юни 1959 г. На третия конгрес на Съюза на слепите в България, състоял се през месец юни 1959 г., Иван Илиев е избран за председател. През периода на неговото председателство (1959 – 1975) Съюзът на слепите в България учредява много нови организационни структури. Клоновете на ПП „Успех" в Габрово, Пловдив и Варна след ПМС № 263 от 21 декември 1959 г. се обособяват в самостоятелни предприятия. Разкриват се и техни производствени филиали в Кюстендил, Стара Загора, Русе, Сливен и Бургас. В началото на периода културно-масовата и спортната дейност правят първите си стъпки, а в средата и в края на този период бележат бурен разцвет. По време на председателството на Иван Илиев Съюзът на слепите в България разгръща и активна международна дейност, в резултат на която през 1966 г. в гр. Пловдив се разкрива и първият в Източна Европа интернатен център за основна рехабилитация.
Признание за големия авторитет на Съюза на слепите в България в международното движение на слепите е изборът на Иван Илиев през 1974 г. за заместник-председател на Европейския регионален комитет на Световния съвет за благополучие на слепите. През 1975 г. е избран за председател на Комисията по спорта на Европейския регионален комитет на Световния съвет за благополучие на слепите.
По време на неговото 16-годишно председателство се осъществява широко строителство на жилищни сгради и сгради с културно предназначение, обособени обикновено като производствено-жилищни комплекси – във Варна, Дряново и София. От 1977 г. до 1985 г. е директор на ПП „Успех", Русе. Предприятието укрепва икономически и увеличава неколкократно персонала си.
Централният съвет на ССБ през 1993 г. присъжда на Иван Илиев званието „почетен член на Съюза на слепите в България" за изключителния му принос за развитието на делото на слепите в България.